# Antoni Pasierb
Antoni Łukasz Pasierb (ur. 15 października 1940 w Sokołowie Małopolskim, zm. 21 października 2006 w Krakowie) – polski inżynier, profesor nauk technicznych.

## Życiorys
W 1963 ukończył studia na Wydziale Metalurgicznym AGH. W 1969 uzyskał stopień doktora, w 1980 - doktora habilitowanego. W 1992 uzyskał tytuł profesora nauk technicznych. Został zatrudniony w Katedrze Przeróbki Plastycznej i Metaloznawstwa Metali Nieżelaznych na Wydziale Metali Nieżelaznych Akademii Górniczo-Hutniczej  im. Stanisława Staszica. Został pochowany na Cmentarzu Salwatorskim w Krakowie.

## Odznaczenia
- Krzyż Kawalerski Orderu Odrodzenia Polski (1999)[4]
- Medal Komisji Edukacji Narodowej[1]